# Dawes megye
Dawes megye az Amerikai Egyesült Államokban, azon belül Nebraska államban található. Megyeszékhelye és legnagyobb városa Chadron. Lakosainak száma 8199 fő (2020. április 1.). Dawes megye Oglala Lakota, Box Butte, Sheridan, Sioux és Fall River megyékkel határos.

## Népesség
A megye népességének változása:
| Lakosok száma | 9167 | 9219 | 9170 | 9088 | 9055 | 8199 |
|               | 2010 | 2011 | 2012 | 2013 | 2015 | 2020 |